# Bérénice Bejo
Bérénice Bejo, född 7 juli 1976 i Buenos Aires, Argentina, är en argentinsk-fransk skådespelare.
Bejo är känd för rollen som Christiana i filmen En riddares historia och som Peppy Miller i filmen The Artist. För sin roll i The Artist, nominerades hon till en Oscar i kategorin Bästa kvinnliga biroll 2012. Filmen The Artist regisserades av hennes make Michel Hazanavicius. 2013 utsågs hon till Bästa kvinnliga skådespelare vid Filmfestivalen i Cannes 2013 för sin roll i Asghar Farhadis Le Passé.
Bérénice Bejo är gift med Michel Hazanavicius, och de har två barn, födda 2008 och 2011.

## Filmografi, i urval
- 2001 – En riddares historia (Christiana)
- 2006 – Agent 117: Uppdrag i Kairo (Larmina)
- 2011 – The Artist (Peppy Miller)
- 2013 – Le Passé
- 2018 – Fakiren som fastnade i ett skåp